# Trihaloragis hexandra
Trihaloragis hexandra är en slingeväxtart. Trihaloragis hexandra ingår i släktet Trihaloragis och familjen slingeväxter.

## Underarter
Arten delas in i följande underarter:
- T. h. hexandra
- T. h. integrifolia
- T. h. serrata